# 八島義郎
八島 義郎（やしま よしろう、1914年8月15日 -2010年5月31日）は、兵庫県出身の誠成公倫会(本部を兵庫県西宮市に置く新宗教団体)開祖。宗教家のほか、ソングライター、芸術家、実業家として知られる。

## 逸話
1990年にリリースしたシングルCD「二人は大人」（作詞・作曲：八島義郎、編曲：古川竜也、歌手：松本英彦&FamilyBusiness）で、1991年第5回日本ゴールドディスク大賞のベスト5・シングル賞を受賞する。この曲は後にSHIHOのシングル「何時迄もLOVE YOU」のC/W曲となった。タイトルチューンの「何時迄もLOVE YOU」も八島の作詞・作曲である。

## CD
- 二人は大人(1990/5/21:日本クラウン) ASIN B00005MUCV
- 何時迄もLOVE YOU(1992/1/21:日本コロムビア)ASIN B00005MSGB
- 恋のパピヨン(1992/6/24:東芝EMI)ASIN B00005N1UK
- PAPILLON(1992/10/28:東芝EMI)ASIN B00005N1PW
- 好き好き好き(1993/3/21:日本コロムビア)ASIN B00005MSB8
- あの雲の下(1994/2/23:キングレコード)ASIN B00005MVKY
- 夢の跡から(1994/3/21:日本コロムビア)ASIN B00005MSCX
- 蝶(1994/9/21:日本コロムビア)ASIN B00005MSDW
- シティ神戸(1995/1/21:日本コロムビア)ASIN B00005EQPN
- 花・散る(1995/3/1:日本コロムビア)ASIN B00005EQPK
- 白蓮の精(1995/6/21:日本コロムビア)ASIN B00005EQQI
- 星形のペンタス(1995/8/19:)ASIN B00005EQR5
- 鳴くよ都鳥(1995/9/30:日本コロムビア)ASIN B00005EQRD
- 待つよ糸桜(1996/9/21:日本コロムビア)ASIN B00005EQV0
- 心の華 八島義郎作品集(1996/12/10:日本コロムビア)ASIN B00005EMIJ
- 待つ女(1997/6/21:日本コロムビア)ASIN B00005EQYR
- 恋の大阪(1998/11/21:日本コロムビア)ASIN B00005ELA3

## 著書
- 八島義郎作詩100歌選曲集(コロムビア音楽出版 1992/09)　ISBN 4117699911
- 八島義郎作詩200歌選曲集(続)(コロムビア音楽出版 1992/09) ISBN 411769992X